# Communauté d’agglomération de Castres Mazamet
Die Communauté d’agglomération de Castres Mazamet (inoffiziell auch: Communauté d'agglomération de Castres-Mazamet) ist ein französischer Gemeindeverband mit der Rechtsform einer Communauté d’agglomération im Département Tarn in der Region Okzitanien. Sie wurde am 16. Dezember 1999 gegründet und umfasst 14 Gemeinden. Der Verwaltungssitz befindet sich in der Stadt Castres.

## Mitgliedsgemeinden
| Gemeinde                                      | Einwohner 1. Januar 2022 | Fläche km² | Dichte Einw./km² | Code INSEE | Postleitzahl |
| --------------------------------------------- | ------------------------ | ---------- | ---------------- | ---------- | ------------ |
| Aiguefonde                                    | 2.507                    | 19,13      | 131              | 81002      | 81200        |
| Aussillon                                     | 5.617                    | 10,26      | 547              | 81021      | 81200        |
| Boissezon                                     | 392                      | 19,36      | 20               | 81034      | 81490        |
| Castres                                       | 42.700                   | 98,17      | 435              | 81065      | 81100        |
| Caucalières                                   | 288                      | 12,80      | 23               | 81066      | 81200        |
| Labruguière                                   | 6.567                    | 60,73      | 108              | 81120      | 81290        |
| Lagarrigue                                    | 1.786                    | 4,86       | 367              | 81130      | 81090        |
| Mazamet                                       | 10.123                   | 72,08      | 140              | 81163      | 81200        |
| Navès                                         | 690                      | 9,75       | 71               | 81195      | 81710        |
| Noailhac                                      | 835                      | 20,77      | 40               | 81196      | 81490        |
| Payrin-Augmontel                              | 2.193                    | 12,84      | 171              | 81204      | 81660        |
| Pont-de-Larn                                  | 2.866                    | 34,51      | 83               | 81209      | 81660        |
| Saint-Amans-Soult                             | 1.524                    | 24,87      | 61               | 81238      | 81240        |
| Valdurenque                                   | 886                      | 5,99       | 148              | 81307      | 81090        |
| Communauté d’agglomération de Castres Mazamet | 78.974                   | 406,12     | 194              | –          | –            |